# Dryopteris tenuipes
Dryopteris tenuipes là một loài thực vật có mạch trong họ Dryopteridaceae. Loài này được (Rosenst.) Seriz. miêu tả khoa học đầu tiên năm 1971.